# Римський міст (Кордова)
Римський міст у Кордові (ісп. Puente romano de Córdoba) — міст через річку Гвадалківір в історичному центрі Кордови. Упродовж 20 століть був єдиним мостом у місті до появи у середині XX століття мосту Сан-Рафаель, після чого став також відомим, як «Старий міст» (ісп. el Puente Viejo). 9 січня 2008 року завершилася найбільша в історії мосту реконструкція.
З 1931 року разом з Мостовими Воротами (ісп. Puerta del Puente) та вежею Калаорра (ісп. Torre de la Calahorra) віднесені до об'єктів культурного значення Іспанії (ісп. Bien de Interés Cultural). У 1994 році Римський міст у складі історичного центру Кордови був визнаний об'єктом світової спадщини ЮНЕСКО.